# Viktorji 2016
Podelitev viktorjev za leto 2016 je potekala 22. aprila 2017 v portoroškem hotelu Bernardin. Nagrade so bile zopet podeljene po enoletnem premoru. Večer je povezoval Vid Valič, prireditev pa je neposredno prenašala Televizija Slovenija. Pod scenarij so se podpisali Vid Valič, Sašo Stare, Gašper Bergant, Aleš Novak, Jernej Celec in Marko Naberšnik, režiral pa je Klemen Dvornik.

## Nominiranci in zmagovalci
| Kategorija                      | Nominiranci in zmagovalci                                                    |
| ------------------------------- | ---------------------------------------------------------------------------- |
| Strokovni viktorji              |                                                                              |
| Voditelj informativne tv-oddaje | Manica Janežič Ambrožič Jelena Aščič Edi Pucer                               |
| Informativna tv-oddaja          | Odmevi 24 ur Dnevnik                                                         |
| Obetavna medijska osebnost      | Mario Ćulibrk Ajda Smrekar Nik Škrlec                                        |
| Otroška in mladinska tv-oddaja  | Infodrom Firbcologi Male sive celice                                         |
| Dokumentarna tv-oddaja          | Charlatan Magnifique Lahko noč, ljubezen moja Leteti                         |
| Igrana tv-oddaja                | Ena žlahtna štorija Pod gladino Štiri stvari, ki sem jih hotel početi s tabo |
| Zabavna tv-oddaja               | Na žaru Ta teden z Juretom Godlerjem Znan obraz ima svoj glas                |
| Voditelj zabavne tv-oddaje      | Lado Bizovičar Bojan Emeršič Bernarda Žarn                                   |
| Viktorji popularnosti           |                                                                              |
| Radijska osebnost               | Denis Avdić Blaž Švab Dejan Vedlin                                           |
| Radijska postaja                | Radio 1 Radio Aktual Val 202                                                 |
| Glasbeni izvajalec              | BQL Modrijani Siddharta                                                      |
| Tv-osebnost                     | Slavko Bobovnik Jani Muhič Peter Poles                                       |
| Viktor za posebne dosežke       |                                                                              |
| Štartaj, Slovenija              |                                                                              |
| Viktor za življenjsko delo      |                                                                              |
| Lado Ambrožič                   |                                                                              |

## Podeljevalci
| Kategorija                      | Podeljevalec                       |
| ------------------------------- | ---------------------------------- |
| Voditelj informativne tv-oddaje | Goran Hrvaćanin in Mario Ćulibrk   |
| Informativna tv-oddaja          | Saša Dončić                        |
| Obetavna medijska osebnost      | Mirza Tvrtković                    |
| Otroška in mladinska tv-oddaja  | Lucija Ćirović in Iztok Valič      |
| Dokumentarna tv-oddaja          | Boris Kobal                        |
| Igrana tv-oddaja                | Jure Godler in Jože Robežnik       |
| Radijska osebnost               | Seku M. Conde                      |
| Radijska postaja                | Tereza Poljanič in Ula Furlan      |
| Glasbeni izvajalec              | Tomaž Domicelj in Nikola Sekulović |
| Zabavna tv-oddaja               | Alfi Nipič in Jasna Kuljaj         |
| Voditelj zabavne tv-oddaje      | Žiga Gombač in Boštjan Klun        |
| Tv-osebnost                     | Marko Naberšnik in Tanja Kocman    |
| Posebni dosežki                 | Andrej Škufca                      |
| Življenjsko delo                | Ljerka Bizilj                      |

## Glasbene točke
- BQL – Muza in Heart of Gold
- Mi2 – Lanski sneg
- Jan Plestenjak & Peter Poles – Stara dobra